# Visions of Eden
Visions of Eden (sottotitolo The Lilith Project - A Barbaric Romantic Movie of the Mind) è l'undicesimo album dei Virgin Steele.

## Contenuto
Il disco è un concept liberamente ispirato alla mitologia ebraica/cristiana e sumera delle origini. 
La storia trattata ripercorre le vicende di Lilith, la prima moglie di Adamo, ed affronta il periodo storico che vide la fine del matriarcato in favore del patriarcato.
Come dichiarato da David DeFeis: "Non è un disco sulla pace e sulla felicità bensì, all'opposto, di tormento e dolore. Il tema principale è quello dell'eliminazione del paganesimo e dello gnosticismo, e dello sradicamento di qualsiasi principio femminile di tipo divino. La divinità femminile è stata infatti surclassata dal principio maschile di divinità, incarnato dal concetto del “Dio-padre”, e questo ha coinciso più o meno con la nascita delle varie religioni organizzate".
DeFeis ha, inoltre, indicato che, le canzoni, sono strutturate in modo tale da permettere all'ascoltatore di immergersi completamente nell'atmosfera dell'album e, tramite la propria immaginazione, di porsi nella posizione adeguata per visualizzare agevolmente gli accadimenti trattati uno dopo l'altro.
Quanto narrato verrà ripreso, e portato alla conclusione, sul successivo The Black Light Bacchanalia del 2010.

## Cinema
(David DeFeis)

## Teatro
In co-produzione con la compagnia teatrale tedesca Landestheater Schwaben l'album è stato adattato in forma di musical e proposto teatralmente, in Germania, col titolo "Lilith".

## Uscita
Il disco è stato pubblicato l'8 settembre 2006 tramite etichetta discografica Sanctuary Records e (se si esclude la raccolta di materiale inedito The Book of Burning del 2002) segue, a sei anni di distanza, il precedente The House of Atreus Act II.
Nel 2017, la ristampa dalla label SPV/Steamhammer propone l'intero album in due versioni distinte (re-mixato e ri-masterizzato). 

## Tracce
1. Immortal I Stand (The Birth of Adam) - 6:33
2. Adorned With the Rising Cobra - 9:40
3. The Ineffable Name - 7:49
4. Black Light on Black - 7:03
5. Bonedust - 6:10
6. Angel of Death - 8:37
7. God Above God - 7:13
8. The Hidden God - 6:51
9. Childslayer - 5:22
10. When Dusk Fell - 6:57
11. Visions of Eden - 7:16

- Tutti i testi e le musiche di: David DeFeis

## Formazione
- David DeFeis - voce, tastiere, orchestrazioni, effetti, chitarra (assoli nelle 2, 6, 7-2, 8, 10, 11), basso
- Edward Pursino - chitarra 6 corde (assoli nelle 1, 3, 4, 7-1, 8)
- Joshua Block - chitarra 7 corde, chitarra armonizzata nella 9
- Frank Gilchriest - batteria
- Cori: Jim Hooper e Doreen DeFeis (Angel of Death e Visions of Eden)